# الدين في ليسوتو
الدين في ليسوتو، تعتبر الديانة المسيحية دين الأغلبية، وهي الأكثر شيوعاً في دولة ليسوتو في إفريقيا، ويقدر أن حوالي 90% من السكان هم من المسيحيين.

## المسيحية
وفق تقديرات عام 2020، شكل الرومان الكاثوليك 45 في المائة من السكان، والبروتستانت 31 في المائة والمسيحيون الآخرون 18 في المائة من مجموع السكان.
وصلت المسيحية إلى ليسوتو من خلال البعثات الفرنسية في ثلاثينيات القرن التاسع عشر.

## الإسلام
يعتبر الدين الإسلامي في دولة ليسوتو دين الأقلية، والغالبية العظمى من المسلمين هم من أهل السنة والجماعة، يشكل المسلمين في ليسوتو أقل من 1٪ من مجموع السكان، معظم السكان المسلمين قدموا من جنوب آسيا، من دول، الهند والباكستان وبنغلاديش.

## الديانات الإفريقية التقليدية
الديانات الإفريقية التقليدية هي ديانة الشعوب الأصلية في إفريقيا، وهو مصطلح يطلق على جميع الأديان العرقية والعادات الدينية الشعبية.

## ديانات أخرى
الهندوس والبوذيين والبهائيين.